# Ici Paris
Pour les articles homonymes, voir Ici Paris (homonymie).
Ici Paris est un magazine créé en 1945, l'un des plus anciens hebdomadaires people français. Il appartient depuis 2019 au groupe CMI France.

## Un journal issu de la Résistance
La France continue est un journal clandestin de la Résistance dont treize numéros paraissent entre juin 1941 et février 1942. Il est notamment animé par Raymond Burgard, Émile Coornaert, Suzanne Feingold, Marietta Martin, Henri de Montfort et Paul Petit qui en a été l’inspirateur.
Henri de Montfort et Suzanne Feingold font paraître Ici Paris, dans la continuité de La France continue le 13 juin 1945.

## Publication populaire
Entre 1946 et 1950, c'est Suzanne Feingold (l'épouse d'Henri de Montfort) qui en fait un journal populaire et dépaysant, d'abord centré sur des jeux et l'humour mais sans pour autant lâcher l'actualité, puis le journal se veut « le plus parisien des grands hebdomadaires de Paris », slogan qui restera celui du journal pendant près de vingt ans. La Une s'ouvre sur une ou deux accroches puis une série de dessins humoristiques et de caricatures parfois encadrés de liserés rouges ou noirs. Aldo Ferrini est premier secrétaire de rédaction de 1948 à 1950. Les dessinateurs sont Albert Dubout, Jean Bellus, Jacques Faizant, Raymond Peynet, Tetsu, Kiraz, etc. Le cahier passe de 10 à 16 pages, avant d'atteindre 24 pages en 1958.
En 1959, la Une change : les dessins sont remplacés par une série de photographies en noir et blanc, déclinant une célébrité de l'époque prise dans un moment de sa « vie privée ».
En 1970, la Une passe en couleurs.
Le journal est un temps (1974) la propriété de Pierre Castel, l'actuel patron du Groupe Castel.
En 2003 à l'occasion d'un événement de grève d'intermittents du spectacle (lors de Star Academy saison 3), Acrimed commente avec ironie comment Ici Paris l'a relaté, et comparé les grévistes à des preneurs d'otages, mettant ainsi en doute l'apolitisme qu'affiche Ici Paris.

## Titre du Groupe Lagardère
Devenu ensuite la propriété du Groupe Lagardère, sa diffusion totale en France en 2006 est de 405 000 exemplaires.
La rédaction est dirigée par Gianni Lorenzon, qui a remplacé Thierry Moreau en 2006, à la suite du départ de ce dernier vers la direction de la rédaction de Télé 7 jours.
- 23 juillet 2009 : Arrêt Hachette Filipacchi Associés (« Ici Paris ») c. France: la Cour européenne des droits de l'Homme (CEDH) conclut à l'unanimité à la violation de l'article 10 (sur la liberté d'expression) par la France en raison de la condamnation en 2002 de la requérante, une maison d’édition, à la suite de la publication en 1996 d’un article concernant le chanteur Johnny Hallyday, qui invoquait le droit à l'image et le droit à la vie privée[5],[6].